# Apion cerdo
Apion cerdo är en skalbaggsart som beskrevs av Gerstaecker 1854. Apion cerdo ingår i släktet Apion, och familjen spetsvivlar. Arten är reproducerande i Sverige.